# Līvānu novads
Līvānu novads is een gemeente in Letgallen in het oosten van Letland. Hoofdplaats is Līvāni.
De gemeente ontstond in 2009 bij een herindeling, waarbij de stad Līvāni stad en de landelijke gemeenten Jersika, Rožupe, Rudzāti, Sutri
en Turki werden samengevoegd.
Nationale steden (valstspilsētas):

Daugavpils  · Jelgava · Jūrmala · Liepāja · Rēzekne · Riga · Ventspils

Gemeenten (novadi):

Ādažu novads
· Aizkraukles novads
· Alūksnes novads
· Augšdaugavas novads
· Balvu novads
· Bauskas novads
· Cēsu novads
· Dienvidkurzemes novads
· Dobeles novads
· Gulbenes novads
· Jelgavas novads
· Jēkabpils novads
· Krāslavas novads
· Kuldīgas novads
· Ķekavas novads
· Limbažu novads
· Līvānu novads
· Ludzas novads
· Madonas novads
· Mārupes novads
· Ogres novads 
· Olaines novads
· Preiļu novads
· Rēzeknes novads 
· Ropažu novads
· Salaspils novads
· Saldus novads
· Saulkrastu novads
· Siguldas novads
· Smiltenes novads
· Talsu novads
· Tukuma novads
· Valkas novads
· Valmieras novads
· Varakļānu novads
· Ventspils novads 